# 车塘村吴氏宗祠
车塘村吴氏宗祠位于浙江省衢州市衢江区云溪乡。宗祠建于明嘉靖十二年（1532年），建筑面西，呈方形，为四面厅形式，前厅设有戏台。1989年12月12日被列入浙江省文物保护单位，2013年5月被列入第七批全国重点文物保护单位。